# Sit galtanegre
El sit galtanegre (Coryphaspiza melanotis) és un ocell de la família dels tràupid (Thraupidae)) i única espècie del gènere Coryphaspiza G.R. Gray, 18402.

## Hàbitat i distribució
Habita praderies i camps de les terres baixes a l'extrem sud-est del Perú, nord de Bolívia, Paraguai. l'est i sud-est del Brasil i nord-est de l'Argentina.